# Ehretia densiflora
Ehretia densiflora là loài thực vật có hoa trong họ Ehretiaceae. Loài này được F.N.Wei & H.Q.Wen mô tả khoa học đầu tiên năm 1991.